# Herschel V. Johnson
Herschel V. Johnson (Burke megye, 1812. szeptember 18. – Louisville, 1880. augusztus 16.) az Amerikai Egyesült Államok szenátora (Georgia, 1848–1849).